# Comuna Snitivka, Letîciv
Snitivka (în ucraineană Снітівка) este o comună în raionul Letîciv, regiunea Hmelnîțkîi, Ucraina, formată din satele Malakivșciîna, Rosiiska Buda și Snitivka (reședința).

## Demografie
Componența lingvistică a comunei Snitivka
     Ucraineană (97,87%)
     Rusă (2,13%)
Conform recensământului din 2001, majoritatea populației comunei Snitivka era vorbitoare de ucraineană (97,87%), existând în minoritate și vorbitori de rusă (2,13%).